# Кирхенс, Йозеф
Йозеф Кирхенс (нем. Josy Kirchens; род. 22 февраля 1943, Эхтернах, Эхтернах) — люксембургский футболист и тренер. В 1985 году, главный тренер сборной Люксембурга.

## Биография

### Карьера игрока
Родился в коммуне Эхтернах. На профессиональном уровне выступал за клуб «Арис Бонневуа», с которым три раза становился чемпионом страны и один раз побеждал в национальном кубке. Выступал в Кубке Ярмарок и Кубке Европейских чемпионов. 7 сентября 1966, отличился единственным голом в еврокубках, в ворота клуба «Линфилд» (3:3).

### Голы за национальную сборную
За национальную сборную дебютировал в 1966 году, в матче квалификации против команды Франции (0:3). Последний матч за национальную команду провёл в 1971 году, в матче против Нидерландов (0:8).
| №  | Дата            | Стадион                                        | Соперник | Счёт | Результат | Турнир           |
| -- | --------------- | ---------------------------------------------- | -------- | ---- | --------- | ---------------- |
| 1. | 12 октября 1969 | Жози Бартель (стадион), Люксембург, Люксембург | Польша   | 1-0  | 1-5       | Отбор на ЧМ-1970 |

### Тренерская карьера
C 1976 по 1977 год, тренировал клуб «Авенир». В 1985 году, после увольнения Йозефа Влирса, четыре матча руководил сборной Люксембурга.

## Достижения
Чемпионат Люксембурга по футболу
- 1963/1964, 1965/1966, 1971/1972

Кубок Люксембурга по футболу
- 1966/1967[2]